# Gerrit Bol

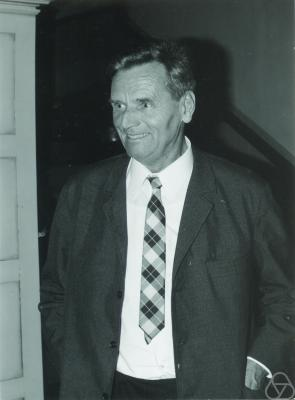
Gerrit Bol (1970)

Gerrit Bol (* 29. Mai 1906 in Amsterdam; † 21. Februar 1989 in Freiburg im Breisgau) war ein niederländischer Mathematiker, der sich mit Geometrie beschäftigte.
Bol promovierte 1928 an der Universität Leiden (Vlakke Laguerre-Meetkunde, Ebene Laguerre-Geometrie) bei Willem van der Woude. Er arbeitete in den 1930er Jahren mit Wilhelm Blaschke an der Universität Hamburg über die Geometrie der Gewebe (auf diesem Gebiet sind „Bol Loops“ nach ihm benannt, eingeführt in Gewebe und Gruppen, 1937) und später über projektive Differentialgeometrie, 1931 wurde er habilitiert. Im November 1933 unterzeichnete Bol das Bekenntnis der deutschen Professoren zu Adolf Hitler. Bol erhielt 1938 auf Empfehlung von Blaschke einen Lehrauftrag an der Universität Freiburg, für den ursprünglich William Threlfall im Gespräch gewesen war. Bol kämpfte 1940 als Soldat auf der niederländischen Seite und wurde deutscher Kriegsgefangener, der auf Fürsprache Blaschkes freikam. Er blieb mit einer dreijährigen Unterbrechung, als er von 1942 bis 1945 außerordentlicher Professor an der Universität Greifswald war, bis zu seiner Emeritierung im Jahre 1971 in Freiburg, ab 1948 als Ordinarius.
Zu seinen Doktoranden zählen Heinz Kunle und Martin Barner.
Gerrit Bol ist der Vater des Klassischen Archäologen Peter Cornelis Bol.

## Schriften
- Über Drei-Gewebe im vierdimensionalen Raum, Mathematische Annalen 110, 1934, S. 431–463
- Gewebe und Gruppen, Mathematische Annalen 114, 1937, S. 414–431
- mit Wilhelm Blaschke: Geometrie der Gewebe. Topologische Fragen der Differentialgeometrie, Julius Springer, Berlin 1938, Online
- Über Eikörper mit Vieleckschatten, Mathematische Zeitschrift 48, 1942, S. 227–246
- Elemente der analytischen Geometrie, Vandenhoeck und Ruprecht, Göttingen 1948 (Band 1) 1949 (Band 2)
- Projektive Differentialgeometrie, Vandenhoeck und Ruprecht, Göttingen 1950 (Band 1) 1954 (Band 2) 1967 (Band 3)